# Losartan
Losartan (łac. losartanum) –  wielofunkcyjny organiczny związek chemiczny, lek stosowany w leczeniu nadciśnienia tętniczego, hamujący działanie angiotensyny II poprzez blokadę receptora angiotensynowego typu 1 (AT1).

## Aktywność biologiczna
Losartan pierwszy zarejestrowany sartan}, antagonistą receptora angiotensyny II, działający poprzez blokadę receptora angiotensynowego typu 1 (AT1), nie posiadający własnej aktywności wewnętrznej. Losartan podlega efektowi pierwszego przejścia i jest metabolizowany w 14% do czynnego metabolitu kwasu karboksylowego losartanu, natomiast  pozostała część do nieczynnych metabolitów. Biologiczny okres półtrwania losartanu wynosi 2 godziny, natomiast okres półtrwania czynnego metabolitu wynosi 6-9 godzin.

## Zastosowanie
- leczenie pierwotnego nadciśnienia tętniczego u dorosłych oraz dzieci i młodzieży w wieku od 6 do 18 lat[5]
- leczenie chorób nerek u pacjentów dorosłych z nadciśnieniem tętniczym i cukrzycą typu 2 z białkomoczem ≥ 0,5 g/dobę, jako składowa leczenia przeciwnadciśnieniowego[5]
- leczenie przewlekłej niewydolności serca (u dorosłych pacjentów), gdy leczenie inhibitorami enzymu konwertującego angiotensynę (ACE) nie jest właściwe z powodu występowania złej tolerancji, zwłaszcza kaszlu, lub przeciwwskazania (u pacjentów z niewydolnością serca, których stan został ustabilizowany podczas stosowania inhibitora ACE, nie należy zmieniać leczenia na losartan, frakcja wyrzutowa lewej komory serca u pacjentów powinna wynosić ≤ 40%, a ich stan kliniczny powinien być ustabilizowany podczas leczenia zgodnego ze standardami dla przewlekłej niewydolności serca)[5]
- zmniejszenie ryzyka wystąpienia udaru mózgu u pacjentów dorosłych z nadciśnieniem tętniczym i przerostem lewej komory serca potwierdzonym w EKG[5]

Losartan jest dopuszczony do obrotu w Polsce zarówno w postaci preparatów prostych, jak i złożonych z amlodypiną oraz hydrochlorotiazydem(2016).

## Działania niepożądane
Losartan może powodować następujące działania niepożądane, występujące ≥1/1000 (bardzo często, często i niezbyt często):
- niedokrwistość
- zawroty głowy
- senność
- ból głowy
- zaburzenia snu
- palpitacja
- choroba niedokrwienna serca
- hipotensja ortostatyczna
- duszność
- kaszel
- ból brzucha
- zaparcie
- biegunka
- nudności
- wymioty
- nadwrażliwość skórna
- świąd
- niewydolność nerek
- osłabienie
- zmęczenie
- hiperkaliemia